# Urmuz

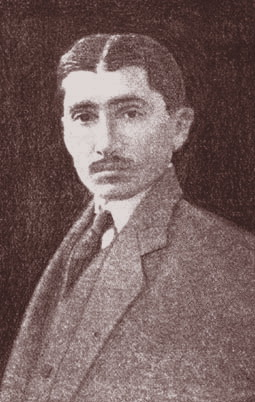
Urmuz

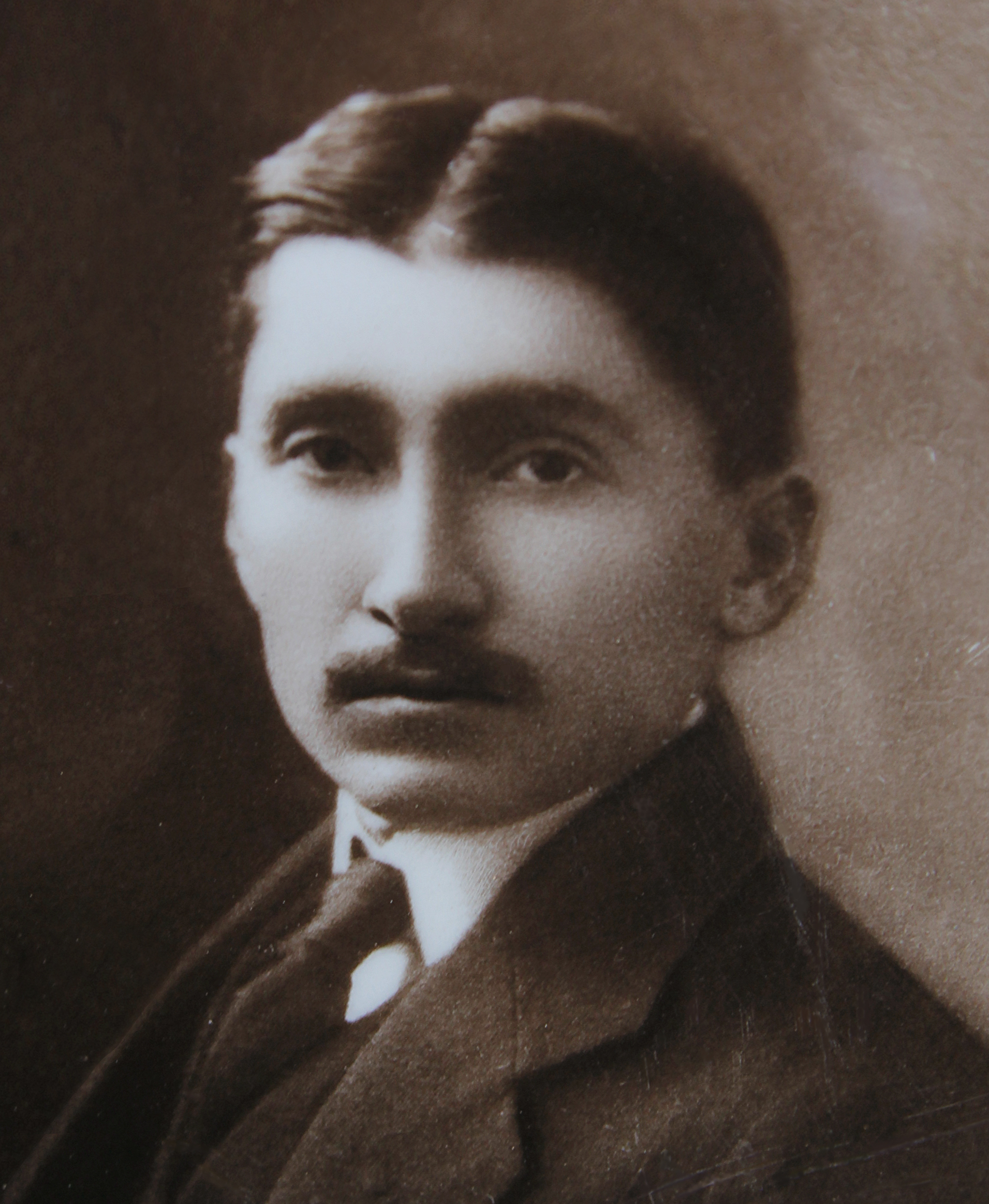
Demetru Dem. Ionescu-Buzău

Urmuz, eigentlich Demetru Demetrescu-Buzău (* 17. März 1883 in Curtea de Argeș; † 23. November 1923 (Suizid) in Bukarest) war ein rumänischer Schriftsteller. Sein Werk besteht zwar aus nur einer Handvoll absurder und grotesker Kurzgeschichten. Dennoch gilt er als bedeutender Vorläufer der rumänischen Avantgarde, des Dadaismus und des Surrealismus.

## Leben
Geboren wurde Urmuz am 17. März 1883 in Curtea de Argeș unter dem Namen Demetru Dem. Ionescu-Buzău. Sein Vater war Arzt am örtlichen Krankenhaus. Aus Sympathie gegenüber der bei rumänischen Bauern und Russen üblichen Namensgebung mit einem aus dem Vornamen abgeleiteten Nachnamen übernahm der Vater diese Schreibweise für den Sohn, während die Eltern weiterhin Ionescu hießen.
1888 lebte die Familie für ein Jahr in Paris und ließ sich nach ihrer Rückkehr nach Rumänien in Bukarest nieder. Demetrescu-Buzău besuchte hier die Volksschule, später das Lyzeum Gheorghe Lazăr. Dort freundete er sich mit dem späteren Dramatiker Gheorghe Ciprian und dem späteren Schriftsteller und Physiker Vasile Voiculescu an. Er studierte zunächst ein Jahr Medizin, wechselte dann aber zu Jura. Ab 1907 war er als Richter und Gerichtsschreiber tätig, zunächst in kleinen Provinzstädten, ab 1913 in Bukarest. Ab 1907 entstanden auch die ersten grotesken Geschichten, die zunächst nur den Geschwistern und im Freundes- und Bekanntenkreis vorgetragen wurden. Erst lange Zeit später, im Jahr 1922, ein Jahr vor seinem Tod, wurden die ersten beiden Geschichten von seinem Mentor, dem Schriftsteller Tudor Arghezi, in der Zeitschrift Cugetul românesc veröffentlicht. Arghezi ist es auch, der ihm sein Pseudonym Urmuz gab. Urmuz galt auch als hochrangiges musikalisches Talent am Klavier.
Am 23. November 1923 beging Urmuz in einem Bukarester Park an der Chaussee Kiseleff durch einen Revolverschuss in die Schläfe Selbstmord. Nach seinem Tod erschienen weitere Einzeltexte in den Zeitschriften der rumänischen Avantgarde (Punct, Bilete de papagal, unu und Contimporanul). In der Zeitschrift unu gab Sașa Pană 1930 das ganze damals bekannte Werk heraus. Im selben Jahr erschien in Herwarth Waldens Avantgarde-Zeitschrift Der Sturm die erste deutsche Übersetzung. 1965 brachte Eugène Ionesco eine Textauswahl in französischer Übersetzung zusammen mit einer ausführlichen Arbeit über Urmuz heraus. 1970 wurde der bisher vollständigste Band, Pagini bizare (Bizarre Seiten), auf Rumänisch von Saşa Pană herausgegeben. 1976 erschien die deutsche Übersetzung unter dem Titel Das gesamte Werk; übersetzt von Oskar Pastior mit einigen ergänzenden kleineren Texte. Bisher sind Urmuz’ „Bizarre Seiten“ in mindestens 7 Sprachen übersetzt worden.

## Bizarre Seiten
Die „Bizarren Seiten“, das Gesamtwerk von Urmuz, umfasst heute 10 Geschichten, von denen nur Der Trichter und Stamate und Ismail und Turnavitu zu seinen Lebzeiten erschienen. Weitere sind nach und nach durch die Initiative rumänischer und französischer Schriftsteller wie Geo Bogza, Sașa Pană und Eugène Ionesco postum veröffentlicht worden.
Die absurd-grotesken Geschichten umschreiben tierähnliche Figuren, deren sinnentleerte und oft zwanghafte Handlungen sich in einem in sich geschlossenen Mikrokosmos bewegen. Unerbittliche Mechanismen werden von einer skurrilen Eigenlogik bestimmt. Die Sprache ist geprägt von einer schnurrenden Sonorität bei einer Aufhebung jeglicher Satz- und Textlogik.
Die Romanistin Eva Behring spricht bei Urmuz von einer „zerstörerischen Spottlust“ auf volkstümelnde, auf nationale und soziale Harmonie gerichtete bürgerliche Kunstkonzepte:

„Er parodierte jene, denen es an Bildung fehlte, die sich zwar gelehrt gaben, aber die Ideen verbogen und ihre Sätze mit prätentiösen und unverständlichen Ausdrücken verdrehten; vor allem parodierte er den Stil der Feuilleton-Romane aus den Zeitungen. Obwohl er die Menschen liebte und achtete […] lachte er über die Unbewußtheit derer, die von der Imitation anderer leben. Die Beschaffenheit etlicher Institutionen und das Verhalten einiger Beamter brachten ihn zum lachen.“

## Rezeption
Als die ersten Geschichten von Urmuz aufgezeichnet worden sind, passten sie sowenig in die Literaturlandschaft des beginnenden 20. Jahrhunderts, dass er selbst erst ein Jahr vor seinem Tod an eine Veröffentlichung dachte. Literaturgeschichtlich gilt er als avantgardistische „Ein-Mann-Revolution“, die allen späteren avantgardistischen Strömungen der rumänischen Literatur zeitlich vorgelagert ist.
Ionesco hatte Urmuz 1967 einem westeuropäischen Publikum vorgestellt. Auch er bezeichnet Urmuz als seinen Vorläufer. Denn Urmuz’ tragischer Kosmos grotesker Tiermenschen verweist auf die bedrückende Absurdität von Ionescos wohl berühmtestem Werk Die Nashörner – schon Jahrzehnte vor dessen Erscheinen.
Urmuz’ Geschichten gelten als außergewöhnliche Verarbeitung jener Probleme, die allen europäischen Avantgarde-Bewegungen der Zeit das Bewusstsein einer existenziellen Krise der bürgerlichen Gesellschaft gaben. Eine Nähe besteht insbesondere zum Surrealismus – dem Erschaffen einer tollkühnen Bilderwelt, in der für Traum und Unterbewusstsein typisch, willkürlich Realitätspartikel montiert werden. Ferner erkennt Eva Behring aber auch durch einen umfassenden und definitiven Traditionsnihilismus deutliche Grundsätze des Futurismus.

## Werkausgaben
- Urmuz: Das gesamte Werk. Übersetzt aus dem Rumänischen und herausgegeben von Oskar Pastior. Zweite, überarbeitete Auflage. edition text + kritik, München 1983. ISBN 3-921402-29-8

## TV-Dokumentation
- Das war Urmuz. Dokumentation eines Falles von Poesie Produktion: SFB, 1967. (Regie: Heinz von Cramer)

## Belege und Anmerkungen
1. ↑  Geo Bogza, Zeitschrift unu Nr. 31, November 1930; zitiert nach: Urmuz: Das gesamte Werk. München 1983, S. 90f
2. ↑  Urmuz: Das gesamte Werk. München 1983, S. 107
3. ↑  Offizielles Polizeiprotokoll, zitiert nach: ebd., S. 93f
4. ↑  Urmuz: Das gesamte Werk. München 1983, S. 107–111
5. ↑   Behring (1994)
6. ↑  Eliza V. Vorvoreanu, 1967. Schwester von Urmuz. Zitiert nach Urmuz (1983), S. 96.
7. ↑  Brief an Dim. Vărbănescu, 21. Juli 1949. Zitiert nach: Urmuz (1983): 120
8. ↑  vgl. Bochmann/ Stiehler 2010: 188
9. ↑   vgl. Behring (1994)

| Personendaten    | Personendaten                               |
| ---------------- | ------------------------------------------- |
| NAME             | Urmuz                                       |
| ALTERNATIVNAMEN  | Demetrescu-Buzău, Demetru (wirklicher Name) |
| KURZBESCHREIBUNG | rumänischer Prosaschriftsteller             |
| GEBURTSDATUM     | 17. März 1883                               |
| GEBURTSORT       | Curtea de Argeș, Rumänien                   |
| STERBEDATUM      | 23. November 1923                           |
| STERBEORT        | Bukarest, Rumänien                          |